# Teresa Hurtado de Ory
Teresa Hurtado de Ory (6 maggio 1983) è un'attrice spagnola nota per aver partecipato alle serie televisive Cuore ribelle su Antena 3 e La Señora su TVE. Ha ricevuto una nomination ai Premi Goya 2005 come miglior attrice rivelazione per il suo ruolo nel film Astronautas di Santi Amodeo.

## Biografia
Nata a Siviglia nel 1983, nel 2003 ha iniziato i suoi studi presso la Scuola Superiore d'Arte Drammatica di Siviglia. Lo stesso anno venne selezionata per recitare la parte di Laura nel film Astronautas, di Santiago Amodeo, ruolo che le è valso una nomination come miglior attrice rivelazione ai Premi Goya 2005, lanciando la sua carriera.
Si è fatta conoscere presso il grande pubblico con la partecipazione a numerose fiction serali di successo, come La Señora andata in onda su TVE dal 2009 al 2010 e il ruolo di Clara Campos in Cuore ribelle su Antena 3 dal 2012 al 2013 . Nel 2014 interpreta Lucía González durante le due stagioni della fiction Ciega a citas. Dopo quel ruolo da protagonista, ha partecipato in ruoli minori anche ad altre produzioni come La dama velata, El Caso. Crónica de sucesos,
Presunto culpable. Da gennaio 2019 è una delle protagoniste del dramma medico televisivo spagnolo Hospital Valle Norte, dove interpreta il neurochirurgo Marta de la Hoz.

## Filmografia parziale

### Cinema
- Astronautas, regia di Santi Amodeo (2003)
- Va a ser que nadie es perfecto, regia di Joaquín Oristrell (2006)
- Le 13 rose (Las 13 rosas), regia di Emilio Martínez Lázaro (2007)
- No me pidas que te bese porque te besaré, regia di Albert Espinosa (2008)
- Pagafantas, regia di Borja Cobeaga (2009)
- Todo es silencio, regia di José Luis Cuerda (2012)
- Voy a pasármelo bien, regia di David Serrano (2022)

### Televisione
- Countdown (Cuenta atrás) - serie TV, 29 episodi (2007-2008)
- La señora - serie TV, 26 episodi (2009-2010)
- Cuore ribelle - serie TV, 35 episodi (2012-2013)
- Ciega a citas - serie TV, 140 episodi (2014)
- La dama velata - serie TV, 2 episodi (2015)
- El Caso. Crónica de sucesos - serie TV, 13 episodi (2016)
- Presunto culpable - serie TV, 13 episodi (2018)
- Hospital Valle Norte - serie TV, 10 episodi (2019)
- Vergüenza - serie TV, 5 episodi (2020)
- Servir y proteger - serie TV, 17 episodi (2020)
- HIT - serie TV, 6 episodi (2021)
- La Moderna - serie TV, 144 episodi (2023-2024)